# استان شیمانه
استان شیمانه یکی از استانهای کشور ژاپن است که در جزیره هونشو قرار گرفته‌است. مساحت آن ۶۷۰۷ کیلومترمربع می‌باشد. جمعیت این استان در سال ۲۰۰۰ بالغ بر ۷۹۱۵۰۳ نفر برآورد شده‌است که دومین استان کشور کم جمعیت ژاپن بعد از توتوری به حساب می‌آید.
استان شیمانه از نظر تقسیمات کشوری بخشی از ناحیه چوگوکو به حساب می‌آید. مرکز این استان شهر ماتسوئه است که جمعیتی نزدیک به دویست هزار نفر دارد.